# Ottavio Piccolomini
 (mai 2023).
Si vous disposez d'ouvrages ou d'articles de référence ou si vous connaissez des sites web de qualité traitant du thème abordé ici, merci de compléter l'article en donnant les références utiles à sa vérifiabilité et en les liant à la section « Notes et références ».
Ottavio Piccolomini d'Aragona, duc d'Amalfi (né à Florence le 11 novembre 1599, et mort à Vienne le 11 août 1656), fut, pendant la guerre de Trente Ans, un général de Wallenstein et commandant de sa garde du corps personnelle.

## Biographie

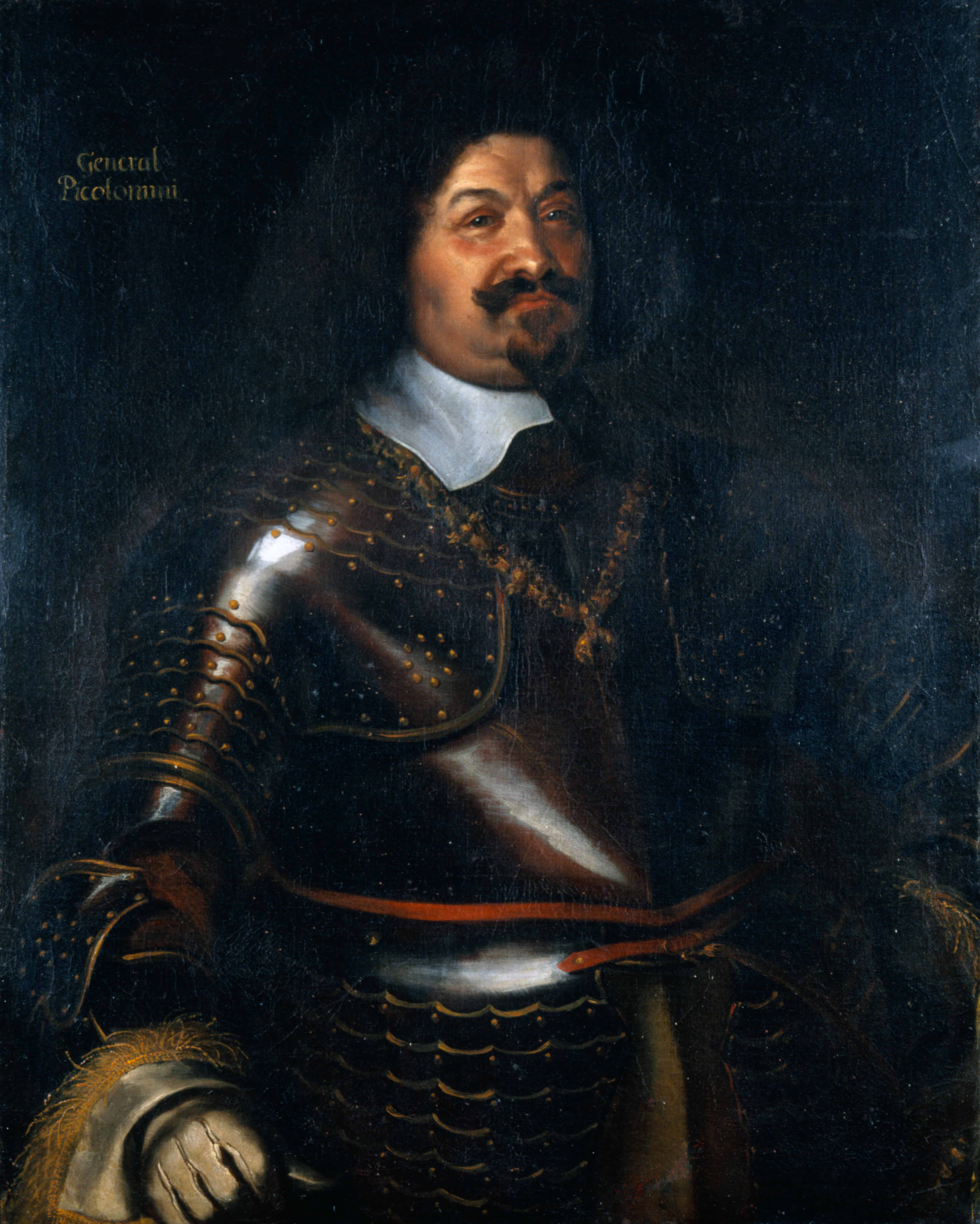
Ottavio Piccolomini - Skoklosters slott

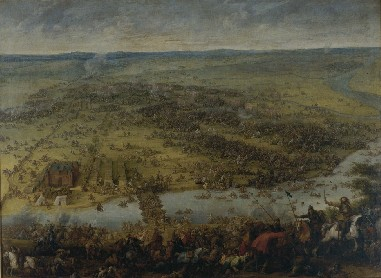
La bataille de Thionville en 1639, toile de Peeter Snayers, 1642.

Armes d'Ottavio Piccolomini Pieri d'Aragona

Les Piccolomini sont une famille d'ancienne noblesse italienne. Originaires de Sienne, ils se rendirent maîtres du duché d'Amalfi. Le plus illustre d'entre eux fut Enea Silvio qui devint pape sous le nom de Pie II.
Ottavio Piccolomini était le fils d'un général de la noblesse toscane, Silvio Piccolomini et de son épouse Violanta Gerini. Entré très jeune dans le métier des armes, il servit tout d'abord dans l'armée espagnole à Milan puis à partir de 1616 dans un régiment envoyé en renfort en Allemagne à l'empereur Ferdinand II par son beau-frère Cosme II de Médicis. Lors de la révolte bohémienne, il prit part à la bataille de la Montagne-Blanche dans l'armée impériale commandée par Bucquoy.
En 1625, il combattit aux Pays-Bas. Il fut officier dans le régiment de cuirassiers du comte de Pappenheim et, en 1627, fut nommé commandant de la garde personnelle de Wallenstein. Il prit part aux combats pendant la guerre de succession de Mantoue puis combattit à Lützen le 16 novembre 1632, bataille au cours de laquelle il se distingua particulièrement et fut plusieurs fois sérieusement blessé, trois de ses chevaux ayant été tués sous lui.
En février 1634, il contribua à déjouer le complot de Wallenstein contre l'empereur et obtint de celui-ci la condamnation à mort du généralissime et de ses lieutenants. Après avoir supervisé le coup de main mené au château d'Egra (Cheb) où Wallenstein fut tué avec ses lieutenants Adam Erdmann Trčka von Lípa, Christian von Ilow (de) et Wilhelm Kinsky von Wchinitz und Tettau (de), Piccolomini fut décoré de la Toison d'or et obtint en récompense la somme de 215 000 florins ainsi que le château et la seigneurie de Náchod en Bohême, confisqués à Trčka.
En 1635 et 1636, il prit part à l'invasion de la Picardie qui aboutit à la prise de Corbie, mais les troupes espagnoles et impériales durent refluer vers les Pays-Bas à la suite de la contre-offensive française.
Le 7 juin 1639, il remporta la bataille de Thionville sur l'armée française de Manassès de Pas de Feuquières : les Français durent lever le siège de la ville et leur général fut capturé. En reconnaissance de sa victoire, Piccolomini fut fait duc d'Amalfi par Philippe IV d'Espagne.
Alors qu'il se trouvait dans une situation critique en tant que chef des armées dans les Pays-Bas espagnols, fut publié à Anvers le dernier roman picaresque espagnol, intitulé La vida y hechos de Estebanillo González, hombre de buen humor (1646). Bien que se présentant comme l'autobiographie d'un bouffon, il s'agit selon toute vraisemblance d'un roman, écrit par un certain Gabriel de la Vega, également auteur de poèmes épiques célébrant des victoires espagnoles pendant les guerres de Flandres. Selon les derniers éditeurs du roman, Cid et Carreira, cette œuvre a pu être commanditée par Piccolomini comme un outil de propagande : souhaitant redorer son image, et en attendant de retrouver le succès sur les champs de bataille, il aurait fait prendre sa défense à son bouffon, un être habitué par sa fonction à n'épargner personne. Quoi qu'il en soit, le roman mérite l'attention de tout lecteur curieux, notamment pour les images saisissantes de la guerre de Trente Ans qu'elle propose.

## Distinction
Chevalier de l'Ordre de la Toison d'or